# محمد ناصر إبراهيم فكري
محمد ناصر إبراهيم فكري (بالملايوية: Mohamed Nasir Ibrahim Fikri)‏ هو سياسي ماليزي، ولد في 4 مارس 1957 في ترغكانو في ماليزيا. حزبياً، نشط في المنظمة الوطنية الملاوية المتحدة. وقد انتخب عضو ديوان الرعية ‏.